# Laurent Lafforgue

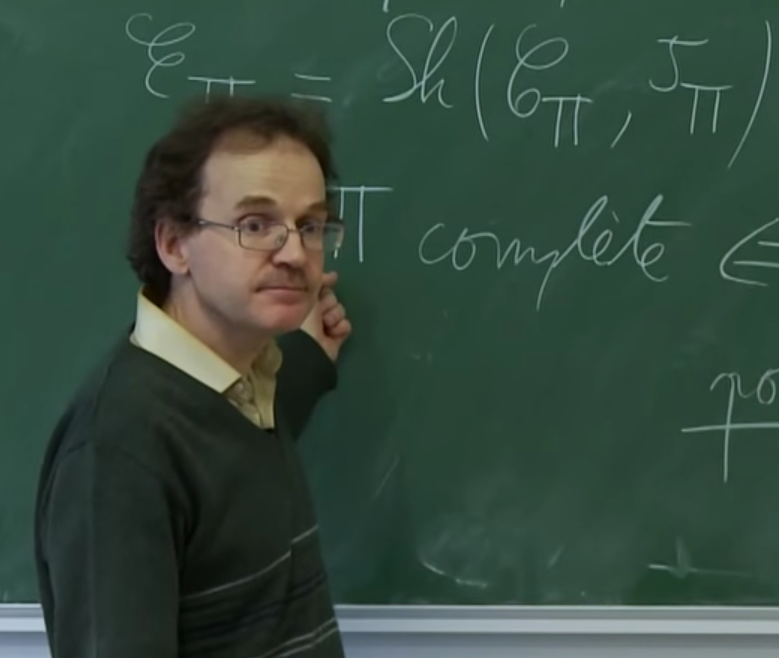
Laurent Lafforgue, 2016

Laurent Lafforgue (* 6. November 1966 in Antony bei Paris) ist ein französischer Mathematiker und Träger der Fields-Medaille.

## Leben
Er gewann den ersten Preis bei den allgemeinen Wettbewerben um die Zulassung an den Eliteuniversitäten in Frankreich (Concours General) und nahm dann von 1984 bis 1986 an Vorbereitungskursen am Lycée Louis-le-Grand teil. Von 1986 bis 1990 studierte er an der École normale supérieure, wo er 1988 seine Agrégation in Mathematik erwarb. Von 1988 bis 1991 forschte er über Arakelov-Theorie bei Christophe Soulé, ab 1990 als Wissenschaftler (Chargé de Recherche) der CNRS an der Universität Paris-Süd in Orsay. 1991/92 leistete er seinen Wehrdienst als Lehrer an der Militärschule Saint-Cyr. 1994 wurde er auf dem Gebiet der arithmetischen algebraischen Geometrie an der Universität Paris-Süd bei Gérard Laumon promoviert (Titel der Dissertation: D-chtoukas de Drinfeld). Er war seit 2000 Forschungsdirektor des CNRS und seit 2000 Professor der Mathematik am Institut des Hautes Études Scientifiques (IHES) in Bures-sur-Yvette, seit 2019 auf dem Chaire Huawei de géométrie algébrique. 2021 wechselte er zu Huawei Technologies France.
Er bewies die Langlandskorrespondenz für lineare Gruppen über Funktionenkörpern (von algebraischen Kurven über endlichen Körpern), woran er 1994 bis 2000 in Anschluss an seine Arbeiten über die Shtuka‘s von Wladimir Drinfeld arbeitete, die ein wesentliches Element des Beweises waren. Damit gelang ihm ein großer Durchbruch auf einem zentralen Forschungsgebiet der Zahlentheorie und arithmetischen algebraischen Geometrie, an dem seit 30 Jahren viele Mathematiker arbeiteten. Das Ziel ist dabei der Beweis für Zahlkörper, wie auch in anderen Fällen gilt aber der Beweis im einfacheren Fall für Funktionenkörper als wichtige Vorstufe. Die Langlands-Korrespondenz liefert eine (die jeweiligen L-Funktionen aufeinander abbildende) Bijektion zwischen den l-adischen r-dimensionalen irreduziblen Darstellungen der Galoisgruppe der Funktionenkörper und den Darstellungen im Raum der automorphen Spitzenformen der linearen Gruppe vom Rang r (mit Koeffizienten im Adelering des Funktionenkörpers). Der Fall r=1 entspricht dem Artin´schen Reziprozitätsgesetz der Zahlentheorie und entspricht dem kommutativen Teil der Galoisgruppe. Der Fall r=2 wurde in den 1970er Jahren von Drinfeld bewiesen.
Ab 2001 befasste er sich mit projektiver Geometrie und den Konfigurationsräumen von Matroiden, wandte sich dann aber wieder dem Langlands-Programm zu. Seit 2004 befasst er sich auch mit Fragen der Mathematik-Ausbildung in Frankreich.
1996 erhielt er den Prix Peccot des Collège de France und 1998 die Bronzemedaille der CNRS. 2000 erhielt er den Clay-Preis. 1998 war er Invited Speaker auf dem Internationalen Mathematikerkongress (ICM) in Berlin (Chtoucas de Drinfeld et applications). 2000 errang er den Clay Research Award. 2002 erhielt er beim ICM in Peking, Volksrepublik China die Fields-Medaille (neben Wladimir Wladislawowitsch Wojewodski) für seine überragenden Beiträge zum Langlands-Programm in der Zahlentheorie. Dort hielt er auch einen Plenarvortrag (Chtoucas de Drinfeld, Formule de trace d’Arthur-Selberg et correspondance de Langlands). Seit 2003 ist er Mitglied der Académie des sciences, deren Prix Jacques Herbrand er 2001 erhielt. Er ist Ehrendoktor der University of Notre Dame.
Er ist der Bruder des Mathematikers Vincent Lafforgue.

## Schriften
- Chtoucas de Drinfeld et conjecture de Ramanujan-Petersson, Astérisque, Band 243, 1997
- Une compactification des champs classifiant les chtoucas de Drinfeld, Journal of the American Mathematical Society, Band 11, 1998, S. 1001–1036.
- Chtoucas de Drinfeld et correspondance de Langlands, Inventiones Mathematicae, Band 147, 2002, S. 1–241.
- Chirurgie des Grassmanniennes, CRM Monograph Series 19, American Mathematical Society 2003